# Feng Zhenghu

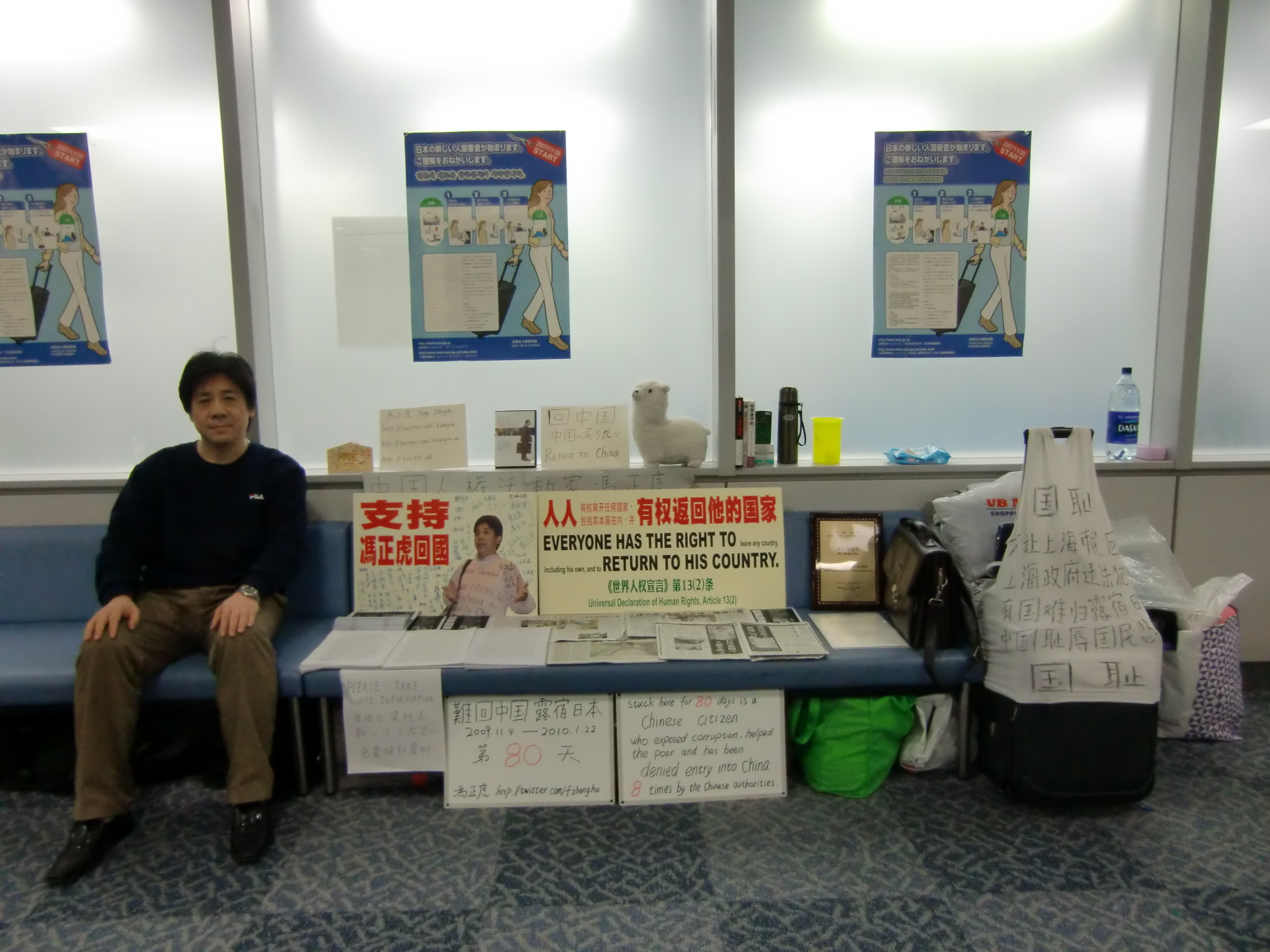
Feng Zhenghu am 22. Januar 2010 auf einer Bank im Einwanderungsbereich am Flughafen in Tokio

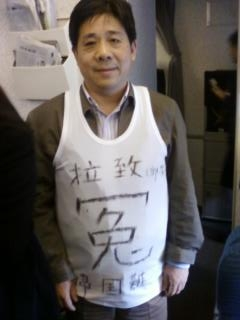
Feng Zhenghu in Japan, auf seinem T-Shirt ein Aufruf, ihn wieder nach China einreisen zu lassen

Feng Zhenghu (chinesisch 馮正虎, Pinyin Féng Zhènghǔ; * 1. Juli 1954, Feng ist der Familienname) ist ein chinesischer Wirtschaftswissenschaftler und Menschenrechtler aus Shanghai.

## Hintergrund
Feng wurde international bekannt, als chinesische Behörden ihm nach einem Aufenthalt in Japan die Wiedereinreise nach China verweigerten und er zurück nach Japan fliegen musste. Dort weigerte er sich ab dem 4. November 2009 aus Protest den Einwanderungsbereich des Flughafens Tokio-Narita zu verlassen. Die internationale Beachtung des Falls führte schließlich dazu, dass er im Februar 2010 doch wieder nach China einreisen durfte.
Sein Schicksal wurde mit der von Tom Hanks gespielten Rolle im Kinofilm Terminal verglichen.

## Leben
Feng wurde in Wenzhou in der Provinz Zhejiang geboren. Er lebt in Shanghai. Seine Schwester lebt mit ihrem japanischen Ehemann in Japan. Er ist verheiratet, sein Sohn studiert in Japan.
Seine Karriere als Wirtschaftswissenschaftler und Akademiker begann in den 1980er Jahren. Er gründete ein Wirtschaftsinstitut (in der englischen Übersetzung Institute of China Business Development oder China Institute for Enterprise Development), dem er auch 1989 vorstand, als dieses einen offenen Brief veröffentlichte, in dem die militärische Unterdrückung der Tian’anmen-Demokratiebewegung kritisiert wurde, wodurch er mit dem Regime in Konflikt kam. Anschließend studierte er in Japan, um schließlich nach Shanghai zurückzukommen, wo er Informationen über japanische Investitionen in China veröffentlichte. Die Obrigkeit sah diese Veröffentlichung als illegal an und verurteilte ihn 2000 oder 2001 zu drei Jahren Gefängnis. Die Angaben zum Zeitpunkt seiner dreijährigen Haft variieren ja nach Quelle von 2000 bis 2003 oder von 2001 bis 2004.
Nach seiner Entlassung schrieb er mehrere Stücke über Amtsmissbrauch durch lokale Behörden und Vertreibungen. Auch setzte er sich für die Rechte von Schanghaier Bürgern ein, die aus ihren Wohnungen im Bereich der für die Expo 2010 vorgesehenen Fläche vertrieben wurden.
Im Frühjahr 2009 besuchte er seine Schwester in Japan. Als er im Juni wieder nach China zurückwollte, verweigerten ihm die Behörden am Flughafen Shanghai-Pudong mehrere Male die Wiedereinreise, so dass er mehrfach zurück nach Japan fliegen musste. Schließlich entschloss er sich aus Protest ab dem 4. November 2009 den Einwanderungsbereich des Flughafens Tokio-Narita nicht mehr zu verlassen, wodurch internationale Medien auf ihn aufmerksam wurden. Über Internetdienste wie Twitter und Flickr organisierte sich ein Unterstützernetzwerk, das ebenfalls für internationale Öffentlichkeit sorgte. Am 12. Februar 2010 konnte er wieder einreisen. In seiner Wohnung in Shanghai stand er anschließend unter bewachtem Hausarrest.

## Politische Ansichten
Fengs politische Überzeugungen werden in folgendem Zitat deutlich:
“I don’t talk about Communism, I don’t talk about ideas such as democracy. A country just has to respect its own laws, and if it can do that, it will have integrated into the world”.
Auf Deutsch: „Ich rede nicht über Kommunismus, ich rede nicht über Ideen wie Demokratie. Ein Land muss einfach seine eigenen Gesetze respektieren, und wenn es das tun kann, wird es in die Welt integriert sein.“